# Finn Karlsen
Finn Karlsen (født 1952 i Upernavik) er en grønlandsk politiker. Han repræsenterer i dag partiet Siumut men har tidligere repræsenteret Atassut.

## Karriere

### For Atassut
Hans politiske karriere startede i 1989, da han blev valgt ind i kommunestyret i Narsaq Kommune. Han fik plads i Landstinget i 1995, og blev Landsstyremedlem for Erhvervi 2003, og Landsstyremedlem for Fiskeri og Fangst i 2005.  I perioden november 2007 til 2009 var han Landsstyremedlem for Fiskeri, Fangst og Landbrug i Regeringen Hans Enoksen II.

### For Siumut
Den 23. august 2010 skiftede Finn Karlsen til Siumut. Han blev ved Landstingsvalget den 12. marts 2013 genvalgt.